# Wichrów (województwo opolskie)
Wichrów (dodatkowa nazwa w j. niem. Wichrau) – wieś w Polsce położona w województwie opolskim, w powiecie oleskim, w gminie Radłów.

## Administracja
W 1939 roku miejscowość została włączona do Bodzanowic. W latach 1945–1952 miejscowość należała do Gminy Sternalice. W latach 1954–1972 miejscowość należała do Gromady Bodzanowice. W latach 1975–1998 miejscowość należała administracyjnie do województwa częstochowskiego.
| SIMC    | Nazwa     | Rodzaj     |
| ------- | --------- | ---------- |
| 0144510 | Pustkowie | przysiółek |

## Organizacje i obiekty
We wsi funkcjonują: 
- Oddział zamiejscowy Publicznego Przedszkola w Sternalicach[5].
- Położone obok siebie krzyż, dzwonnica, oraz szkoła z 1899 roku[6].
- Stowarzyszenie Sympatyków Wsi[6].
- Jednostka OSP założona w 1918 roku[7].
- Klub sportowy LZS Wichrów, założony w 1974 roku. Drużyna występuje w opolskiej klasie B. Oprócz seniorskiego zespołu, klub prowadzi również sekcje młodzieżowe. Klub współpracuje z Niemieckim klubem TSV Hrtingshausen[8][9][10][11].
- Towarzystwo społeczno-kulturalne DFK[12].
- Polski Związek Emerytów, Rencistów i Inwalidów[6].
- Sala wiejska z kortem tenisowym, altaną i grillem. Stanowią one miejsce organizacji imprez integracyjnych i kulturalnych. W okresie zimowym kort przekształcany jest w lodowisko[6][13].
- Centrum sportowe, w którego skład wchodzą: szatnie, boisko piłkarskie boisko dla młodzieży "Nasz Mały Orlik", sala fitness oraz siłownia z altaną[14][13][6].

Kilka budynków z Wichrowa znajduje się w Muzeum Wsi Opolskiej w Opolu.

## Program Odnowy Wsi
W 2007 roku Wichrów przystąpił do Opolskiego Programu Odnowy Wsi.
Wieś ma typowo rolniczy charakter, szczególnie ważny dla mieszkańców jest rozwój sportu i rekreacji. Wichrów był wzmiankowany w źródłach po raz pierwszy w 1679 r. Sołectwo w 2009 r. zajęło 1. miejsce w Konkursie „Piękna Wieś Opolska" w kategorii „Najlepszy start".

## Drogi publiczne
Przez wieś nie przechodzi żadna droga krajowa ani droga wojewódzka, są drogi powiatowe: nr 1934 i nr 1938.

## Edukacja
Wichrów należy do obszaru działania Publicznej Szkoły Podstawowej w Sternalicach, a przedszkolaki do Przedszkola w Wichrowie.

## Religia
Mieszkańcy Wichrowa należą do rzymskokatolickiej Parafii Narodzenia Najświętszej Maryi Panny w Bodzanowicach.

## Formy ochrony przyrody
Na północ od wsi znajduje się bagno Babrzysko.
Na północ od wsi przepływa potok Lipce.

## Nazwa
W okresie hitlerowskiego reżimu w latach 1935–1945 miejscowość nosiła nazwę Windenau. Uważa się, że obecna nazwa miejscowości Wichrów wywodzi się od nazwiska Wicher i mogła być używana już w XVI w. Dodatkowa nazwa miejscowości w języku niemieckim to Wichrau.

## Liczba mieszkańców
Liczba mieszkańców w latach:
1925 - 536
1933 - 510
1998 - 474
2002 - 427
2009 - 432
2011 - 427
2021 - 422

## Plebiscyt z 1921 roku
Do głosowania podczas plebiscytu w Wichrowie uprawnionych było 367 osób, z czego 291 stanowili mieszkańcy (ok. 79,3%). Oddano 359 głosów (ok. 97,8% uprawnionych), w tym 357 ważnych (ok. 99,4%). Za Polską głosowało 180 osób (ok. 50,4%), a za Niemcami 177 osób (ok. 49,6%). 

## Wzmianki o wsi w XV wieku
W lutym 1428 r. w raporcie miasta Görlitz na temat husyckich okrucieństw na Śląsku odnotowano spalenie Windenaw.

## II wojna światowa
Około połowy sierpnia 1939 w rejon Wichrowa i Bodzanowic przegrupowano 4 Dywizję Pancerną pod dowództwem Georga-Hansa Reinhardta. Dywizja liczyła ok. 15 tysięcy żołnierzy, 308 czołgów, 38 samochodów pancernych oraz sprzęt logistyczny. Rozpoczęły się akcje dywersyjne, ostrzeliwane były polskie patrole i placówki straży granicznej. 26 sierpnia 1939 o godzinie 9.30 w Przystajni patrol Straży Granicznej odparł atak żołnierzy niemieckich, którzy przedostali się na stronę polską. W przededniu wojny na terenach przygranicznych zostały rozmieszczenie na rozkaz władz polskich jednostki 7 Dywizji Piechoty. Ich głównym zadaniem była obrona rejonu częstochowskiego na odcinku około 40 km Krzepice – Lubliniec.